# Extraliscio
Gli Extraliscio sono un gruppo musicale italiano, formatosi in Romagna nel 2014 e composto da Mirco Mariani, Moreno Il Biondo e Mauro Ferrara.

## Storia del gruppo
Il gruppo è stato fondato nel 2014 da Mirco Mariani e Moreno il Biondo (a cui poi si è aggiunto Mauro Ferrara). A fare incontrare i due romagnoli è stata Riccarda Casadei, figlia di Secondo Casadei, titolare delle edizioni musicali Casadei Sonora, e da qui nasce l'idea di innestare sulle radici della musica folcloristica romagnola tradizionale, nuovi suoni e nuovi arrangiamenti fino a creare un "cortocircuito" tra mondi e tra generazioni.
Il 10 maggio 2015 si esibiscono per la prima volta in occasione della loro partecipazione a Musica da Bere, dove Mariani viene premiato con una targa per il suo progetto musicale Saluti da Saturno.
Nel 2016 pubblicano per Garrincha Dischi/Casadei Sonora il loro album di debutto intitolato Canzoni da ballo, al quale fa seguito una tournée.
Nel 2017 pubblicano per l'etichetta iCompany il secondo album Imballabilissimi - Ballabilissimi, a cui segue una tournée estiva e invernale.
A metà 2020 realizzano il singolo GiraGiroGiraGi, sigla ufficiale del Giro d'Italia 2020, il primo sotto la produzione di Elisabetta Sgarbi. La collaborazione tra il trio e quest'ultima si è successivamente concretizzata con il film Extraliscio - Punk da balera, da lei diretto, presentato al Festival di Venezia 2020 e al Bellaria Film Festival nonché vincitore del Premio SIAE al Talento Creativo e del Premio FICE. Nello stesso anno è uscita una reintepretazione del brano Sbagliato di Jovanotti, mentre il 13 novembre è stata la volta del terzo album Punk da balera, uscito attraverso la Sony Music e la Garrincha Dischi.
Il 17 dicembre, durante la trasmissione Sanremo Giovani 2020, gli Extraliscio sono stati annunciati tra i partecipanti del Festival di Sanremo 2021 nella categoria Big insieme a Davide Toffolo dei Tre Allegri Ragazzi Morti. Il brano da loro presentato, Bianca luce nera, si è classificato dodicesimo nella serata conclusiva della manifestazione e ha inoltre anticipato la pubblicazione del quarto album È bello perdersi, uscito il 5 marzo 2021.
Il 24 gennaio 2023, in occasione dell'annuale Carnevale di Viareggio, è uscito il brano La maschera ride, pubblicato come singolo il mese seguente.

## Formazione
- Mirco Mariani – voce, chitarra, strumentazione
- Moreno Il Biondo – sassofono, clarinetto, voce
- Mauro Ferrara – voce

## Discografia

### Album in studio
- 2016 – Canzoni da ballo
- 2017 – Imballabilissimi - Ballabilissimi
- 2020 – Punk da balera
- 2021 – È bello perdersi
- 2022 – Romantic Robot

### Singoli
- 2015 – Riviera romagnola/Cha cha cha d'amor
- 2015 – Alla fermata/A modo mio
- 2018 – Scarpa grigia (feat. Roberta Cappelletti)
- 2018 – Onda del mar
- 2019 – La scarpa grigia di Shantel (feat. Roberta Cappelletti e Shantel)
- 2020 – Merendine blu (con Orietta Berti e Lodo Guenzi)
- 2020 – GiraGiroGiraGi (feat. Antonio Rezza)
- 2021 – Bianca luce nera (feat. Davide Toffolo)
- 2021 – È bello perdersi
- 2021 – La nave sul monte
- 2022 – È così (con Luca Barbarossa)
- 2022 – Le nuvole
- 2022 – La gazza chiacchierona (feat. Davide Toffolo)
- 2023 – La maschera ride